# Burgstall Ödenburg
Der Burgstall Ödenburg, auch Edenburg, Thaining, Schlossberg genannt, ist eine abgegangene Höhenburg bei 705 m ü. NN auf dem Schlossberg etwa 1400 Meter nordöstlich der Kirche in Thaining im Landkreis Landsberg am Lech in Bayern. Die Anlage wird als Bodendenkmal unter der Aktennummer D-1-8031-0054 im Bayernatlas als „Burgstall des hohen und späten Mittelalters ("Ödenburg")“ geführt. 

## Geschichte

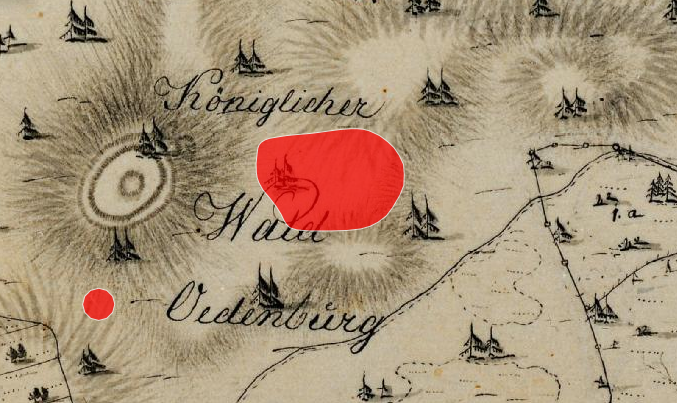
Lageplan von Burgstall Ödenburg auf dem Urkataster von Bayern

Als Besitzer der im 11. Jahrhundert erwähnten Burg werden die Grafen von Abenstein genannt. Nachdem die Burg Mitte des 16. Jahrhunderts eingestürzt war, verödete der Burgstall und zeigt heute nur noch Grundmauerspuren und einen Halsgraben gegen Norden. Die 60 mal 25 Meter große Kernburg befand sich auf einem ovalen Erdkegel.